# BEHER
BEHER, o Bernardo Hernández, è una marca di prosciutti spagnoli che fa parte della denominazione di origine protetta Jamón de Guijuelo della città di Guijuelo nella provincia di Salamanca.
L'azienda, fondata nel 1930, è alla terza generazione e tuttora a conduzione familiare ed è una delle 300 più grandi aziende in Castiglia e León oltre ad essere uno dei più famosi e premiati prosciuttifici della Spagna.

## Storia

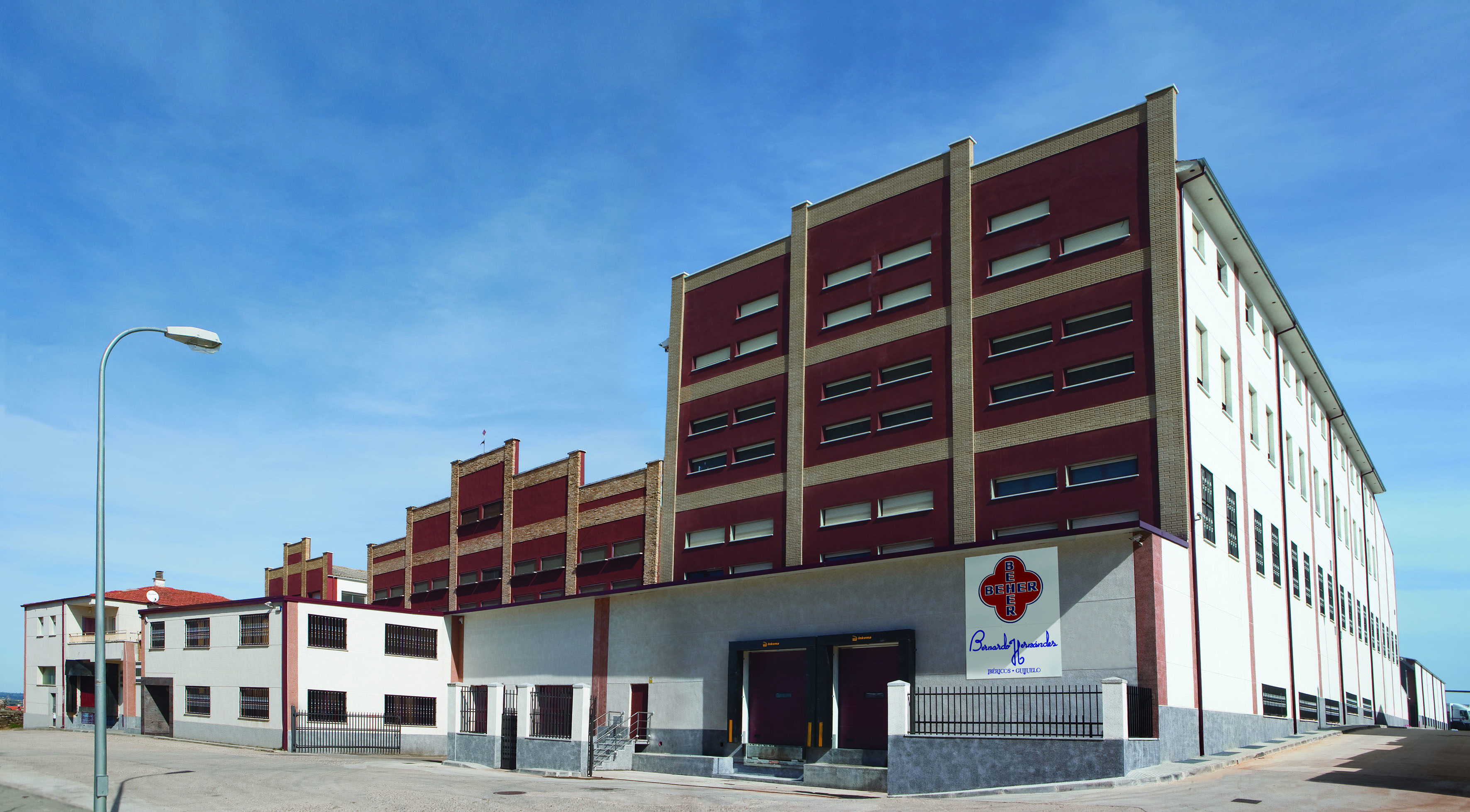
Stabilimenti BEHER a Guijuelo.

All'inizio del 1930, Bernardo Hernández Blázquez avviò l'attività di produzione di carni e insaccati, ispirandosi all'esperienza familiare, fondando una società interamente dedicata al settore. Negli anni 70, il figlio del fondatore, Bernardo Hernández García prese le redini della società e iniziò l'allevamento del maiale iberico. Oggi, sono i loro figli che gestiscono l'azienda, essendo una delle prime 6 società con una quota di mercato del 2%. Esporta i propri prodotti in più di trenta paesi in tutti i continenti, tra i quali: Australia, Brasile, Corea, Giappone, Hong Kong, Russia e tutta l'Unione europea.
Nel 2010, venne inaugurato un nuovo stabilimento per raggiungere i 19.500 m², nel quale si trova una cantina di 8 metri di altezza.

## Prodotti

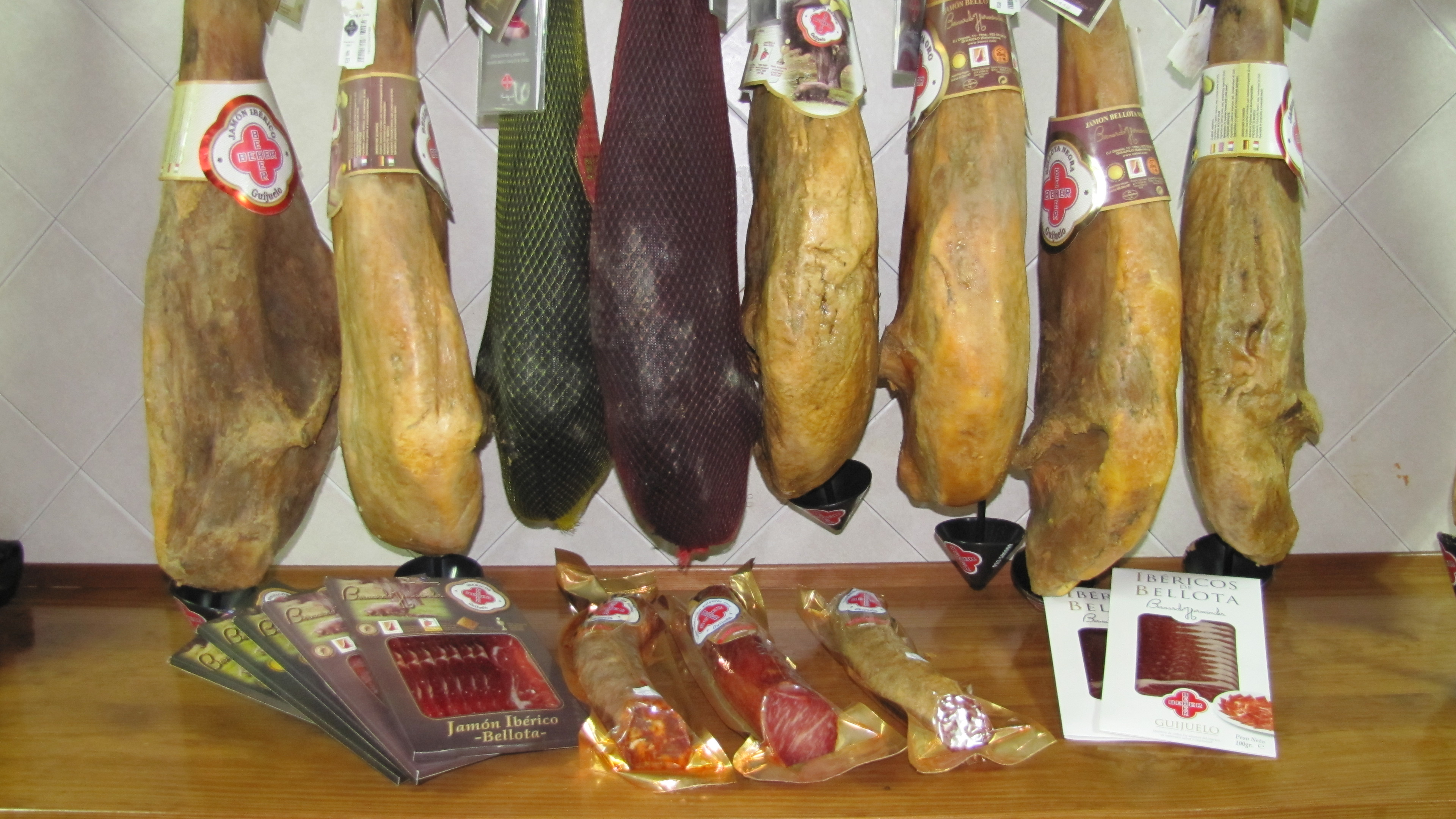
Esposizione di salumi e prosciutti BEHER.

BEHER copre l'intero processo produttivo, dai maialini agli esemplari adulti nelle fattorie al taglio manuale del prosciutto, ottenendo così un prodotto uniforme e riconosciuto nel settore degli insaccati e prodotti da macelleria: 
- Jamón iberico di qualità bellota (quando i maiali vengono nutriti con ghiande), spalla iberica di bellota.
- Salumi iberici di bellota: lomo, chorizo, pancetta e salame.

## Linee di prodotti
- Etichetta d'Oro: prosciutto e spalla, iberici o qualità bellota. Essi sono scelti per il loro alto contenuto di acido oleico.
- Etichetta Nera: prosciutto iberico qualità bellota.
- Etichetta Rossa: prosciutto e spalla, iberici di qualità bellota.
- Fette: sono tagliate da Anselmo Pérez, campione di Spagna per il taglio del prosciutto.